# Blepharicera magna
Blepharicera magna är en tvåvingeart som beskrevs av Gregory W.Courtney 2000. Blepharicera magna ingår i släktet Blepharicera och familjen Blephariceridae. Inga underarter finns listade i Catalogue of Life.